# Giro de Italia 2010
La 93.ª edición del Giro de Italia se disputó entre el 8 y el 30 de mayo de 2010 sobre 3485,3 km, desde Ámsterdam (Países Bajos) hasta el Anfiteatro de Verona.
Uno de los cambios significativos de esta edición fue el cambio de la maglia ciclamino, que portaba el corredor con mayor puntos, por una nueva maglia de color rojo.
Las tres primeras etapas discurrieron en tierras neerlandesas (al igual que la Vuelta a España 2009), hasta llegar al descanso, que aprovecharon para el traslado a Italia. En la 7.ª etapa se introdujeron tramos sin asfaltar similares a los de la Montepaschi Eroica que se hicieron más duros de lo previsto al pasarse bajo la lluvia. Las grandes dificultades montañosas estuvieron en la última semana con Grappa (etapa 14.ª), Zoncolan (etapa 15.ª), Plan de Corones (etapa 16.ª), Mortirolo (etapa 19.ª) y Gavia (etapa 20.ª). Por segundo año consecutivo el Giro no acabó en Milán como venía siendo habitual.
El ganador final fue Ivan Basso (quien además se hizo con una etapa). Le acompañaron en el podio David Arroyo y su compañero de equipo Vincenzo Nibali (vencedor de una etapa), respectivamente.

## Equipos participantes
Tomaron parte en la carrera 22 equipos: 15 de categoría UCI ProTour (todos excepto el Euskaltel-Euskadi, Française des Jeux (que declinaron su "plaza fija") y RadioShack) más 7 equipos de categoría Profesional Continental (BMC Racing Team, Acqua & Sapone, Cervélo Test Team, Cofidis, le Crédit en Ligne (que tenía "plaza fija" por ser ProTour en el 2008), Androni Giocattoli-Serramenti PVC Diquigiovanni, Acqua & Sapone y Colnago-CSF Inox). Formando así un pelotón de 198 ciclistas (cerca del límite de 200 establecido para carreras profesionales), con 9 corredores cada equipo. Los equipos participantes fueron:
| ProTeams (15)- AG2R La Mondiale - Astana - Caisse d'Épargne - Footon-Servetto - Garmin-Transitions - Lampre-Farnese Vini - Liquigas-Doimo - Omega Pharma-Lotto - Quick Step - Rabobank - Sky - HTC-Columbia - Katusha - Team Milram - Saxo Bank Equipos continentales profesionales (7)- Acqua & Sapone-D’Angelo & Antenucci - Androni Giocattoli-Serramenti PVC Diquigiovanni - BMC Racing Team - Bbox Bouygues Télécom - Cervélo TestTeam - Cofidis, le Crédit en Ligne - Colnago-CSF Inox |
| |

## Etapas
| Etapa      | Fecha     | Recorrido                          | type                     | Distancia (km) | Ganador              | Líder                |
| ---------- | --------- | ---------------------------------- | ------------------------ | -------------- | -------------------- | -------------------- |
| 1.ª etapa  | 8 de may  | Ámsterdam – Ámsterdam              | prólogo                  | 8,4            | Bradley Wiggins      | Bradley Wiggins      |
| 2.ª etapa  | 9 de may  | Ámsterdam – Utrecht                | etapa llana              | 210            | Tyler Farrar         | Cadel Evans          |
| 3.ª etapa  | 10 de may | Ámsterdam – Midelburgo             | etapa llana              | 224            | Wouter Weylandt      | Alekszandr Vinokurov |
|            | 11 de may | Día de descanso                    | Día de descanso          |                |                      |                      |
| 4.ª etapa  | 12 de may | Savigliano – Cuneo                 | contrarreloj por equipos | 33             | Liquigas-Doimo       | Vincenzo Nibali      |
| 5.ª etapa  | 13 de may | Novara – Novi Ligure               | etapa llana              | 162            | Jérôme Pineau        | Vincenzo Nibali      |
| 6.ª etapa  | 14 de may | Fidenza – Carrara                  | etapa escarpada          | 172            | Matthew Lloyd        | Vincenzo Nibali      |
| 7.ª etapa  | 15 de may | Carrara – Montalcino               | etapa escarpada          | 220            | Cadel Evans          | Alekszandr Vinokurov |
| 8.ª etapa  | 16 de may | Chianciano Terme – Terminillo      | etapa de montaña         | 189            | Chris Anker Sørensen | Alekszandr Vinokurov |
| 9.ª etapa  | 17 de may | Frosinone – Cava de' Tirreni       | etapa llana              | 187            | Matthew Goss         | Alekszandr Vinokurov |
| 10.ª etapa | 18 de may | Avellino – Bitonto                 | etapa llana              | 230            | Tyler Farrar         | Alekszandr Vinokurov |
| 11.ª etapa | 19 de may | Lucera – L'Aquila                  | etapa escarpada          | 262            | Yevgueni Petrov      | Richie Porte         |
| 12.ª etapa | 20 de may | Città Sant'Angelo – Porto Recanati | etapa llana              | 206            | Filippo Pozzato      | Richie Porte         |
| 13.ª etapa | 21 de may | Porto Recanati – Cesenatico        | etapa escarpada          | 223            | Manuel Belletti      | Richie Porte         |
| 14.ª etapa | 22 de may | Ferrara – Asolo                    | etapa de montaña         | 205            | Vincenzo Nibali      | David Arroyo         |
| 15.ª etapa | 23 de may | Mestre – Monte Zoncolan            | etapa de montaña         | 222            | Ivan Basso           | David Arroyo         |
|            | 24 de may | Día de descanso                    | Día de descanso          |                |                      |                      |
| 16.ª etapa | 25 de may | Al Plan – Kronplatz                | cronoescalada            | 12,9           | Stefano Garzelli     | David Arroyo         |
| 17.ª etapa | 26 de may | Brunico – Peio                     | etapa escarpada          | 173            | Damien Monier        | David Arroyo         |
| 18.ª etapa | 27 de may | Levico Terme – Brescia             | etapa llana              | 156            | André Greipel        | David Arroyo         |
| 19.ª etapa | 28 de may | Brescia – Aprica                   | etapa de montaña         | 195            | Michele Scarponi     | Ivan Basso           |
| 20.ª etapa | 29 de may | Bormio – Tonale Pass               | etapa de montaña         | 178            | Johann Tschopp       | Ivan Basso           |
| 21.ª etapa | 30 de may | Verona – Verona                    | contrarreloj individual  | 15,3           | Gustav Larsson       | Ivan Basso           |

## Clasificaciones Finales

### Clasificación general(Maglia Rosa)
| \| Clasificación general \| Clasificación general \| Clasificación general \| Clasificación general \| Clasificación general \| \| Ciclista \| Ciclista \| Equipo \| Tiempo \| \| \| --------------------- \| --------------------- \| ----------------------------------------------- \| --------------------- \| --------------------- \| \| 1.º \| Ivan Basso \| Liquigas-Doimo \| 87 h 44 min 01 s \| \| \| 2.º \| David Arroyo \| Caisse d'Épargne \| + 1 min 51 s \| \| \| 3.º \| Vincenzo Nibali \| Liquigas-Doimo \| + 2 min 37 s \| \| \| 4.º \| Michele Scarponi \| Androni Giocattoli-Serramenti PVC Diquigiovanni \| + 2 min 50 s \| \| \| 5.º \| Cadel Evans \| BMC Racing Team \| + 3 min 27 s \| \| \| 6.º \| Alekszandr Vinokurov \| Astana \| + 7 min 06 s \| \| \| 7.º \| Richie Porte \| Saxo Bank \| + 7 min 22 s \| \| \| 8.º \| Carlos Sastre \| Cervélo TestTeam \| + 9 min 39 s \| \| \| 9.º \| Marco Pinotti \| HTC-Columbia \| + 14 min 20 s \| \| \| 10.º \| Robert Kiserlovski \| Liquigas-Doimo \| + 14 min 51 s \| \| \| 11.º \| Damiano Cunego \| Lampre-Farnese Vini \| + 17 min 10 s \| \| \| 12.º \| Bauke Mollema \| Rabobank \| + 19 min 41 s \| \| \| 13.º \| John Gadret \| AG2R La Mondiale \| + 23 min 03 s \| \| \| 14.º \| Vladímir Karpets \| Katusha \| + 25 min 21 s \| \| \| 15.º \| Mauricio Ardila \| Rabobank \| + 32 min 29 s \| \| \| 16.º \| Linus Gerdemann \| Team Milram \| + 34 min 49 s \| \| \| 17.º \| Darío Cioni \| Team Sky \| + 36 min 44 s \| \| \| 18.º \| Steven Kruijswijk \| Rabobank \| + 37 min 27 s \| \| \| 19.º \| Aleksandr Yefimkin \| AG2R La Mondiale \| + 39 min 43 s \| \| \| 20.º \| Hubert Dupont \| AG2R La Mondiale \| + 45 min 17 s \| \| |                      |                                                 |                  |
| |                      |                                                 |                  |
| |                      |                                                 |                  |
| Clasificación general |                      |                                                 |                  |
| Ciclista | Ciclista             | Equipo                                          | Tiempo           |
| 1.º | Ivan Basso           | Liquigas-Doimo                                  | 87 h 44 min 01 s |
| 2.º | David Arroyo         | Caisse d'Épargne                                | + 1 min 51 s     |
| 3.º | Vincenzo Nibali      | Liquigas-Doimo                                  | + 2 min 37 s     |
| 4.º | Michele Scarponi     | Androni Giocattoli-Serramenti PVC Diquigiovanni | + 2 min 50 s     |
| 5.º | Cadel Evans          | BMC Racing Team                                 | + 3 min 27 s     |
| 6.º | Alekszandr Vinokurov | Astana                                          | + 7 min 06 s     |
| 7.º | Richie Porte         | Saxo Bank                                       | + 7 min 22 s     |
| 8.º | Carlos Sastre        | Cervélo TestTeam                                | + 9 min 39 s     |
| 9.º | Marco Pinotti        | HTC-Columbia                                    | + 14 min 20 s    |
| 10.º | Robert Kiserlovski   | Liquigas-Doimo                                  | + 14 min 51 s    |
| 11.º | Damiano Cunego       | Lampre-Farnese Vini                             | + 17 min 10 s    |
| 12.º | Bauke Mollema        | Rabobank                                        | + 19 min 41 s    |
| 13.º | John Gadret          | AG2R La Mondiale                                | + 23 min 03 s    |
| 14.º | Vladímir Karpets     | Katusha                                         | + 25 min 21 s    |
| 15.º | Mauricio Ardila      | Rabobank                                        | + 32 min 29 s    |
| 16.º | Linus Gerdemann      | Team Milram                                     | + 34 min 49 s    |
| 17.º | Darío Cioni          | Team Sky                                        | + 36 min 44 s    |
| 18.º | Steven Kruijswijk    | Rabobank                                        | + 37 min 27 s    |
| 19.º | Aleksandr Yefimkin   | AG2R La Mondiale                                | + 39 min 43 s    |
| 20.º | Hubert Dupont        | AG2R La Mondiale                                | + 45 min 17 s    |

### Clasificación por puntos(Maglia rosso passione)
| Clasificación por puntos | Clasificación por puntos | Clasificación por puntos                        | Clasificación por puntos | Clasificación por puntos |
| Ciclista                 | Ciclista                 | Equipo                                          | Puntos                   |                          |
| ------------------------ | ------------------------ | ----------------------------------------------- | ------------------------ | ------------------------ |
| 1.º                      | Cadel Evans              | BMC Racing Team                                 | 150 pts                  |                          |
| 2.º                      | Alekszandr Vinokurov     | Astana                                          | 128 pts                  |                          |
| 3.º                      | Vincenzo Nibali          | Liquigas-Doimo                                  | 116 pts                  |                          |
| 4.º                      | Michele Scarponi         | Androni Giocattoli-Serramenti PVC Diquigiovanni | 110 pts                  |                          |
| 5.º                      | Ivan Basso               | Liquigas-Doimo                                  | 105 pts                  |                          |
| 6.º                      | Marco Pinotti            | HTC-Columbia                                    | 74 pts                   |                          |
| 7.º                      | Jérôme Pineau            | Quick Step                                      | 69 pts                   |                          |
| 8.º                      | Filippo Pozzato          | Katusha                                         | 67 pts                   |                          |
| 9.º                      | Damiano Cunego           | Lampre-Farnese Vini                             | 64 pts                   |                          |
| 10.º                     | John Gadret              | AG2R La Mondiale                                | 64 pts                   |                          |

### Clasificación de la montaña(Maglia Verde)
| Clasificación de la montaña | Clasificación de la montaña | Clasificación de la montaña                     | Clasificación de la montaña | Clasificación de la montaña |
| Ciclista                    | Ciclista                    | Equipo                                          | Puntos                      |                             |
| --------------------------- | --------------------------- | ----------------------------------------------- | --------------------------- | --------------------------- |
| 1.º                         | Matthew Lloyd               | Omega Pharma-Lotto                              | 56 pts                      |                             |
| 2.º                         | Ivan Basso                  | Liquigas-Doimo                                  | 41 pts                      |                             |
| 3.º                         | Johann Tschopp              | BBox Bouygues Telecom                           | 38 pts                      |                             |
| 4.º                         | Cadel Evans                 | BMC Racing Team                                 | 35 pts                      |                             |
| 5.º                         | Michele Scarponi            | Androni Giocattoli-Serramenti PVC Diquigiovanni | 25 pts                      |                             |
| 6.º                         | Ludovic Turpin              | AG2R La Mondiale                                | 20 pts                      |                             |
| 7.º                         | Rubens Bertogliati          | Androni Giocattoli-Serramenti PVC Diquigiovanni | 16 pts                      |                             |
| 8.º                         | Simone Stortoni             | Colnago-CSF Inox                                | 16 pts                      |                             |
| 9.º                         | Alekszandr Vinokurov        | Astana                                          | 15 pts                      |                             |
| 10.º                        | Vincenzo Nibali             | Liquigas-Doimo                                  | 15 pts                      |                             |

### Clasificación de los jóvenes(Maglia Bianca)

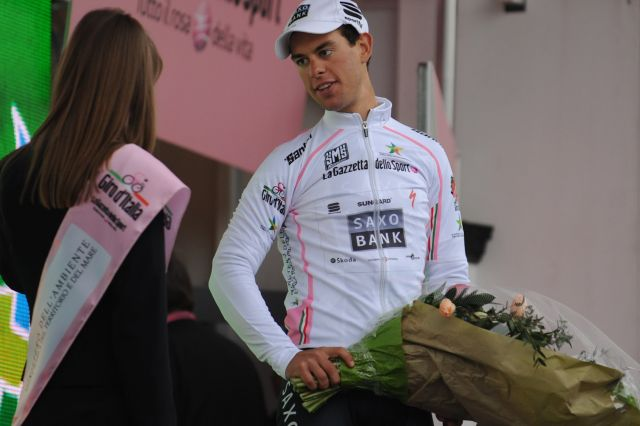
Richie Porte con la maglia bianca.

| Clasificación del mejor joven | Clasificación del mejor joven | Clasificación del mejor joven | Clasificación del mejor joven | Clasificación del mejor joven |
| Ciclista                      | Ciclista                      | Equipo                        | Tiempo                        |                               |
| ----------------------------- | ----------------------------- | ----------------------------- | ----------------------------- | ----------------------------- |
| 1.º                           | Richie Porte                  | Saxo Bank                     | 87 h 51 min 23 s              |                               |
| 2.º                           | Robert Kiserlovski            | Liquigas-Doimo                | + 7 min 29 s                  |                               |
| 3.º                           | Bauke Mollema                 | Rabobank                      | + 12 min 19 s                 |                               |
| 4.º                           | Steven Kruijswijk             | Rabobank                      | + 30 min 05 s                 |                               |
| 5.º                           | Francis De Greef              | Omega Pharma-Lotto            | + 42 min 46 s                 |                               |
| 6.º                           | Valerio Agnoli                | Liquigas-Doimo                | + 1 h 20 min 30 s             |                               |
| 7.º                           | Rigoberto Urán                | Caisse d'Épargne              | + 1 h 29 min 44 s             |                               |
| 8.º                           | Jan Bakelants                 | Omega Pharma-Lotto            | + 1 h 30 min 18 s             |                               |
| 9.º                           | Marcel Wyss                   | Cervélo TestTeam              | + 1 h 37 min 33 s             |                               |
| 10.º                          | Branislau Samoilau            | Quick Step                    | + 1 h 38 min 40 s             |                               |

### Clasificación por equipos por tiempos(Trofeo fast team)

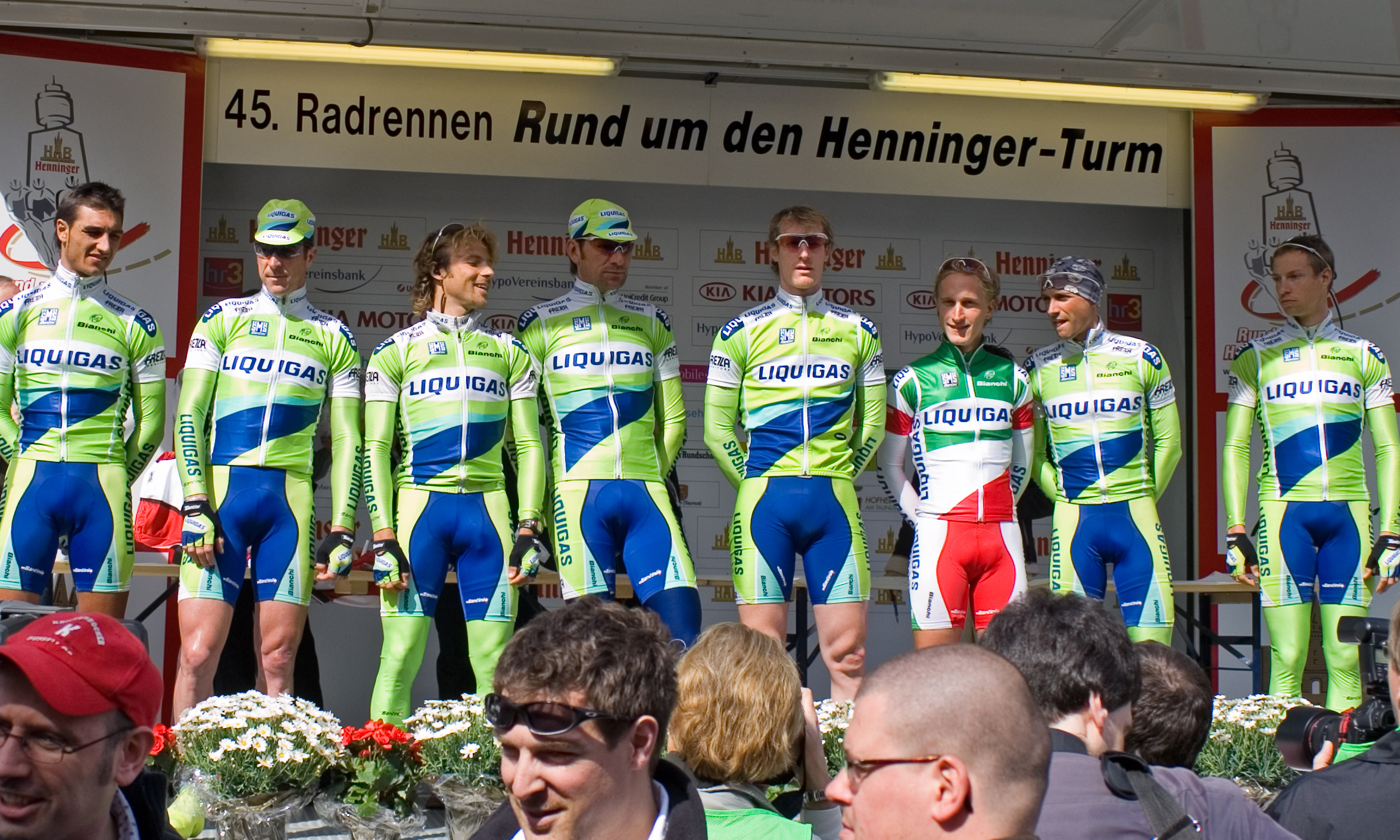
El equipo Liquigas-Doimo.

| Clasificación por equipos | Clasificación por equipos                       | Clasificación por equipos | Clasificación por equipos |
| Equipo                    | Equipo                                          | Tiempo                    |                           |
| ------------------------- | ----------------------------------------------- | ------------------------- | ------------------------- |
| 1.º                       | Liquigas-Doimo                                  | 262 h 04 min 40 s         |                           |
| 2.º                       | Rabobank                                        | + 24 min 21 s             |                           |
| 3.º                       | Caisse d'Épargne                                | + 1 h 05 min 55 s         |                           |
| 4.º                       | AG2R La Mondiale                                | + 1 h 10 min 16 s         |                           |
| 5.º                       | Omega Pharma-Lotto                              | + 1 h 10 min 45 s         |                           |
| 6.º                       | Saxo Bank                                       | + 1 h 42 min 45 s         |                           |
| 7.º                       | Cervélo TestTeam                                | + 2 h 06 min 16 s         |                           |
| 8.º                       | Androni Giocattoli-Serramenti PVC Diquigiovanni | + 2 h 22 min 33 s         |                           |
| 9.º                       | Katusha                                         | + 2 h 23 min 30 s         |                           |
| 10.º                      | Bbox Bouygues Télécom                           | + 2 h 31 min 15 s         |                           |

## Evolución de las clasificaciones
| Etapa                   |                          | Ganador _            | Clasificación general | Puntos               | Montaña       | Jóvenes        | Equipo _       |
| ----------------------- | ------------------------ | -------------------- | --------------------- | -------------------- | ------------- | -------------- | -------------- |
| 1.ª etapa               | prólogo                  | Bradley Wiggins      | Bradley Wiggins       | Bradley Wiggins      | no otorgado   | Richie Porte   | Sky            |
| 2.ª etapa               | etapa llana              | Tyler Farrar         | Cadel Evans           | Tyler Farrar         | Paul Voß      | Richie Porte   | Saxo Bank      |
| 3.ª etapa               | etapa llana              | Wouter Weylandt      | Alekszandr Vinokurov  | Graeme Brown         | Paul Voß      | Richie Porte   | Saxo Bank      |
| 4.ª etapa               | contrarreloj por equipos | Liquigas-Doimo       | Vincenzo Nibali       | Graeme Brown         | Paul Voß      | Valerio Agnoli | Liquigas-Doimo |
| 5.ª etapa               | etapa llana              | Jérôme Pineau        | Vincenzo Nibali       | Jérôme Pineau        | Paul Voß      | Valerio Agnoli | Liquigas-Doimo |
| 6.ª etapa               | etapa escarpada          | Matthew Lloyd        | Vincenzo Nibali       | Tyler Farrar         | Matthew Lloyd | Valerio Agnoli | Liquigas-Doimo |
| 7.ª etapa               | etapa escarpada          | Cadel Evans          | Alekszandr Vinokurov  | Tyler Farrar         | Matthew Lloyd | Richie Porte   | Saxo Bank      |
| 8.ª etapa               | etapa de montaña         | Chris Anker Sørensen | Alekszandr Vinokurov  | Cadel Evans          | Matthew Lloyd | Richie Porte   | Liquigas-Doimo |
| 9.ª etapa               | etapa llana              | Matthew Goss         | Alekszandr Vinokurov  | Tyler Farrar         | Matthew Lloyd | Richie Porte   | Liquigas-Doimo |
| 10.ª etapa              | etapa llana              | Tyler Farrar         | Alekszandr Vinokurov  | Tyler Farrar         | Matthew Lloyd | Richie Porte   | Liquigas-Doimo |
| 11.ª etapa              | etapa escarpada          | Yevgueni Petrov      | Richie Porte          | Tyler Farrar         | Matthew Lloyd | Richie Porte   | Saxo Bank      |
| 12.ª etapa              | etapa llana              | Filippo Pozzato      | Richie Porte          | Jérôme Pineau        | Matthew Lloyd | Richie Porte   | Saxo Bank      |
| 13.ª etapa              | etapa escarpada          | Manuel Belletti      | Richie Porte          | Jérôme Pineau        | Matthew Lloyd | Richie Porte   | Saxo Bank      |
| 14.ª etapa              | etapa de montaña         | Vincenzo Nibali      | David Arroyo          | Alekszandr Vinokurov | Matthew Lloyd | Richie Porte   | Liquigas-Doimo |
| 15.ª etapa              | etapa de montaña         | Ivan Basso           | David Arroyo          | Cadel Evans          | Matthew Lloyd | Richie Porte   | Liquigas-Doimo |
| 16.ª etapa              | cronoescalada            | Stefano Garzelli     | David Arroyo          | Cadel Evans          | Matthew Lloyd | Richie Porte   | Liquigas-Doimo |
| 17.ª etapa              | etapa escarpada          | Damien Monier        | David Arroyo          | Cadel Evans          | Matthew Lloyd | Richie Porte   | Liquigas-Doimo |
| 18.ª etapa              | etapa llana              | André Greipel        | David Arroyo          | Cadel Evans          | Matthew Lloyd | Richie Porte   | Liquigas-Doimo |
| 19.ª etapa              | etapa de montaña         | Michele Scarponi     | Ivan Basso            | Cadel Evans          | Ivan Basso    | Richie Porte   | Liquigas-Doimo |
| 20.ª etapa              | etapa de montaña         | Johann Tschopp       | Ivan Basso            | Cadel Evans          | Matthew Lloyd | Richie Porte   | Liquigas-Doimo |
| 21.ª etapa              | contrarreloj individual  | Gustav Larsson       | Ivan Basso            | Cadel Evans          | Matthew Lloyd | Richie Porte   | Liquigas-Doimo |
| Clasificaciones finales | Clasificaciones finales  |                      | Ivan Basso            | Cadel Evans          | Matthew Lloyd | Richie Porte   | Liquigas-Doimo |